# Dennis Neilson-Terry
Dennis Neilson-Terry (21 de octubre de 1895 – 14 de julio de 1932) fue un actor cinematográfico de nacionalidad británica, activo entre los años 1917 y 1932. 
Nacido en Londres, Inglaterra, sus padres eran los actores Julia Neilson y Fred Terry, y su hermana mayor la también actriz Phyllis Neilson-Terry. 
De entre sus papeles destaca el del Inspector Hanaud en el film de 1930 The House of the Arrow. 
Neilson-Terry falleció en Bulawayo, Rodesia (actual Zimbabue), en 1932, a causa de una neumonía doble. Tenía 36 años de edad. Estuvo casado con Mary Glynne, actriz, con la que tuvo una hija también actriz, Hazel Terry.

## Selección de su filmografía
- Her Greatest Performance (1916)
- The House of the Arrow (1930)
- Murder at Covent Garden (1932)